# Coenonympha kodiak
Coenonympha kodiak är en fjärilsart som beskrevs av Edwards 1870. Coenonympha kodiak ingår i släktet Coenonympha och familjen praktfjärilar. Inga underarter finns listade i Catalogue of Life.